# Tendrivske, Hola Prîstan
Tendrivske (în ucraineană Тендрівське) este un sat în comuna Zburiivka din raionul Hola Prîstan, regiunea Herson, Ucraina.

## Demografie
Componența lingvistică a localității Tendrivske
     Ucraineană (72,36%)
     Rusă (2,91%)
Conform recensământului din 2001, majoritatea populației localității Tendrivske era vorbitoare de ucraineană (72,36%), existând în minoritate și vorbitori de rusă (2,91%).